# ویکی‌پدیای ایلوکویی
ویکی‌پدیای باواریا نسخه زبان ایلوکویی وب‌گاه ویکی‌پدیا است.
زبان ایلوکویی تا ۴ ژوئن ۲۰۱۲ با بیش از ۵٬۱۴۰ مقاله در رده یک‌صدوچهل ویکی‌پدیاها قرار گرفته‌است.